# Remos

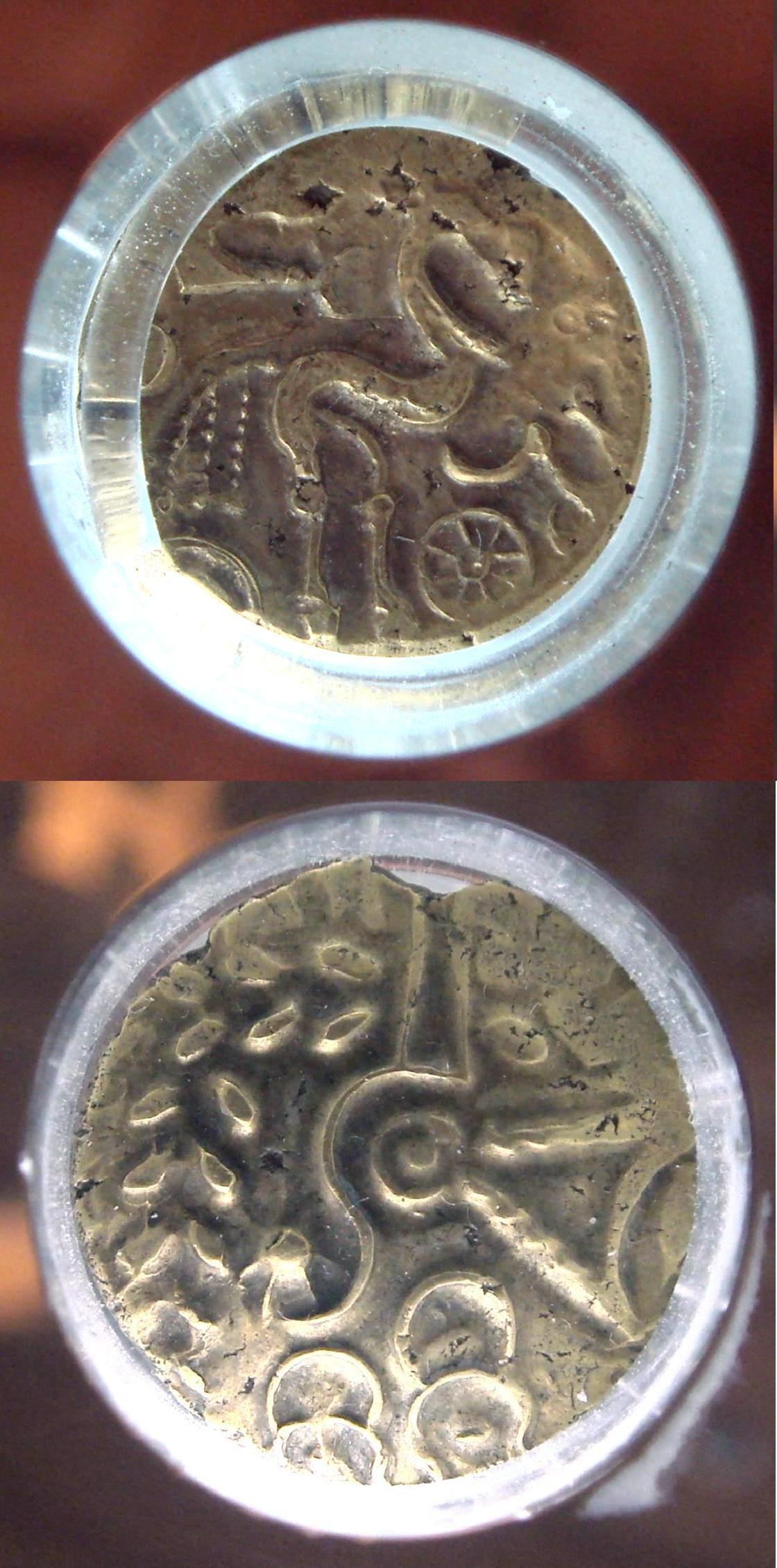
Estátero de los remos, oro, 5.99g.

Los remos (en latín, Remi) eran una tribu belga en el noreste de la Galia en el siglo I a. C.. Ocuparon la parte septentrional de la llanura de la Champaña, en las estribaciones meridionales del bosque de las Ardenas, entre los ríos Mosa y Matrona (Marne), y a lo largo de los valles fluviales del Aisne y sus afluentes, el Aire y el Vesle.
Estaban rodeados por todos los lados por pueblos belgas amigos, y su capital tribal era Durocórtoro (hoy Reims, en Francia), el segundo "oppidum" en tamaño de la Galia, en el Vesle. Aliados con las tribus germánicas del este, repetidamente se implicaron en guerras contra los parisios y los senones. Eran famosos por sus caballos y su caballería. Los remos, bajo Iccio y Andecombogio, se aliaron con Julio César y permanecieron leales a él a lo largo de toda la guerra de las Galias, siendo el más pro-romano de todos los pueblos de la Galia.
Una leyenda tardía relata que Remo, el hermano de Rómulo, fundó la ciudad de Reims después de haber huido del Lacio, a lo que actualmente es el norte de Francia, y de esa manera originó al pueblo de los remos.